# Parc eòlic

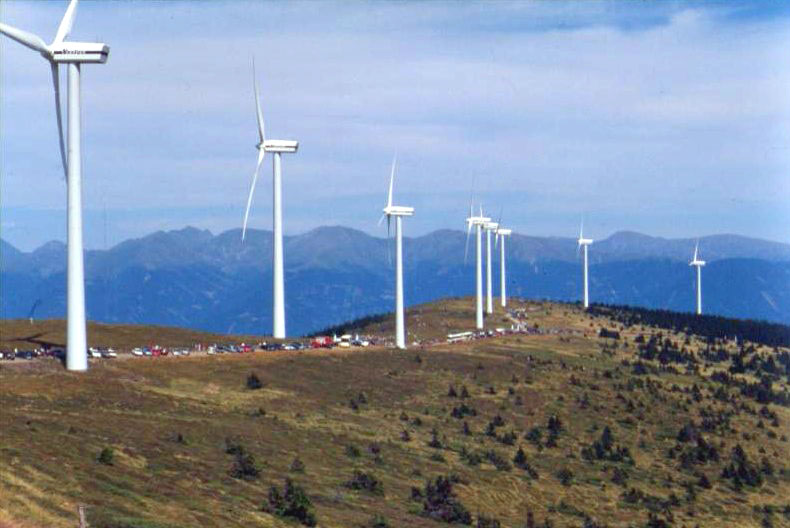
Parc eòlic de Tauern (Alemanya)

Un parc eòlic és un indret, terrestre o marítim, on hi ha una agrupació d'aerogeneradors que produeixen energia elèctrica. Es troba en general en un lloc on el vent és fort i regular.
El nombre d'aerogeneradors que componen un parc és molt variable, i depèn fonamentalment de la superfície disponible i de les característiques del vent a l'emplaçament. Abans de construir un parc eòlic s'estudia el vent a l'emplaçament elegit durant un temps que sol ser superior a un any. Per a això s'instal·len penells i anemòmetres. Amb les dades recollides es traça una rosa dels vents que indica les direccions predominants del vent i la seva velocitat.
El primer parc eòlic català, amb finalitats comercials, va ser el parc eòlic Baix Ebre inaugurat el 1995. Situat al mont Buinaca (serra del Boix, Tortosa) compta amb 27 aerogeneradors.
L'impacte visual dels aerogeneradors i la concentració de parcs ha provocat la constitució de plataformes ciutadanes com la creada a la Terra Alta.

## Parcs eòlics a Catalunya
Actualment (abril del 2020), a Catalunya hi ha un total de 17 parcs eòlics en funcionament i uns altres 51 que compten ja amb l'autorització administrativa. Són els següents:

### En funcionament

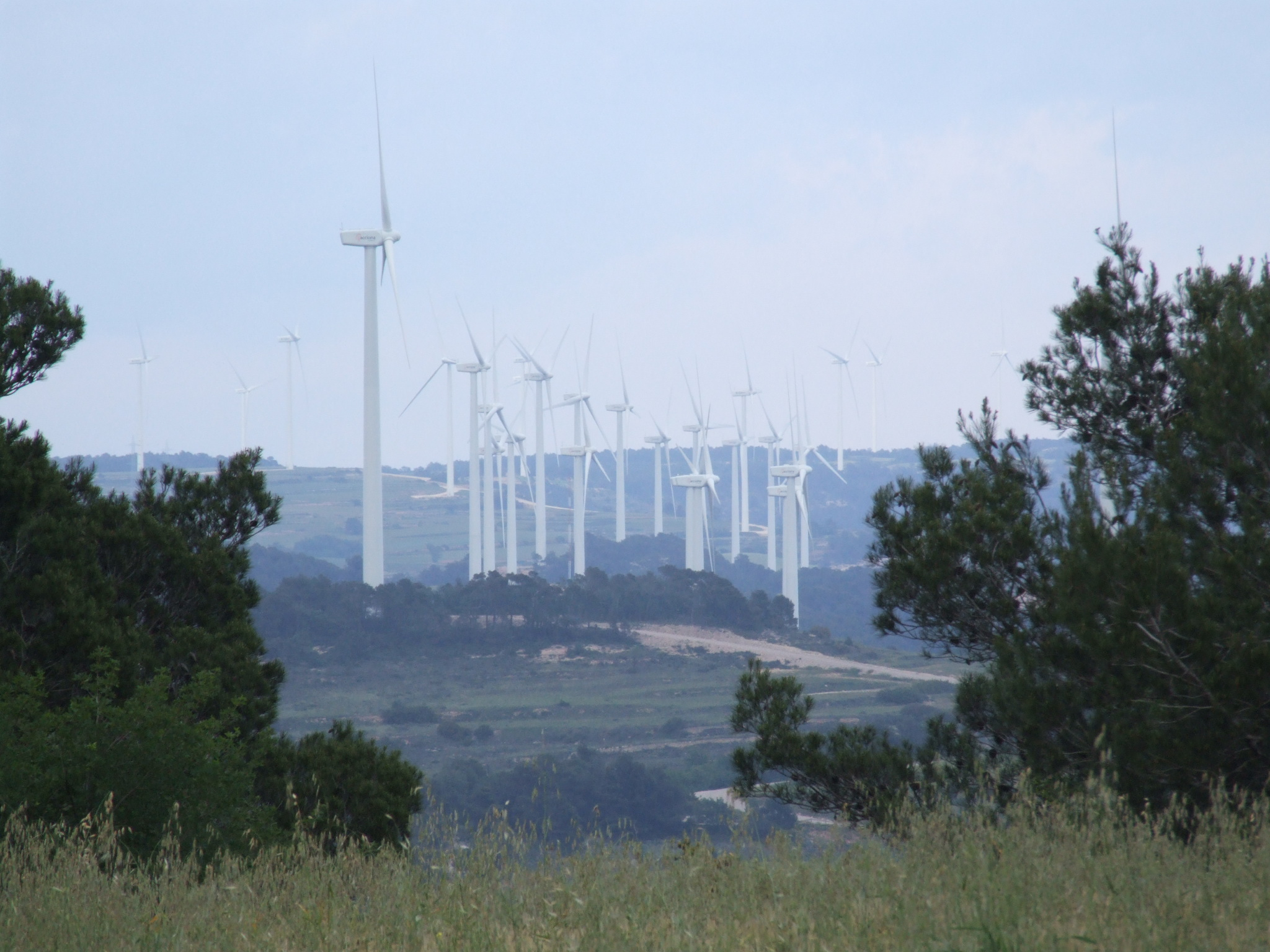
Molins del parc eòlic Serra del Tallat

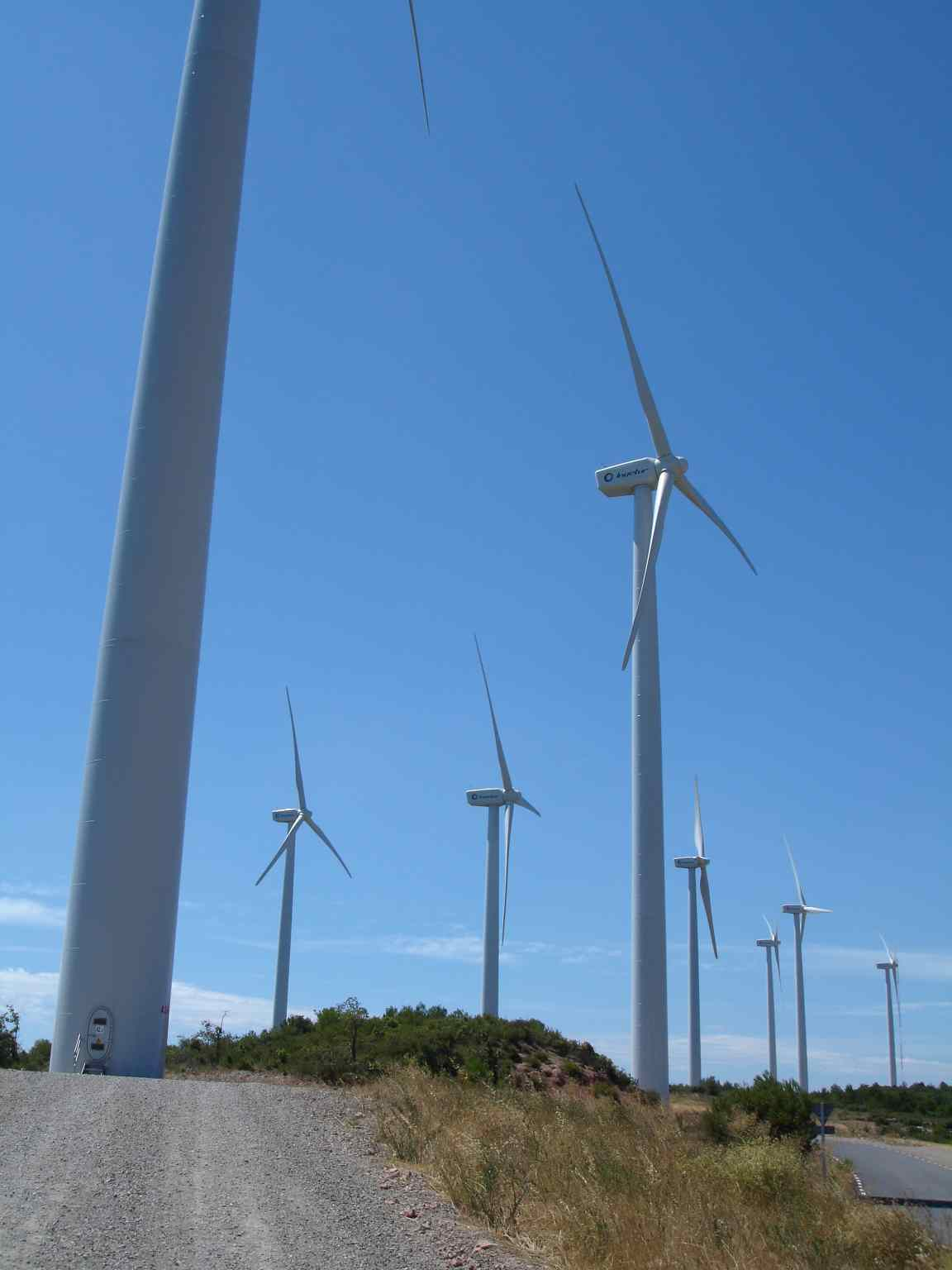
Molins del parc eòlic Serra de Rubió

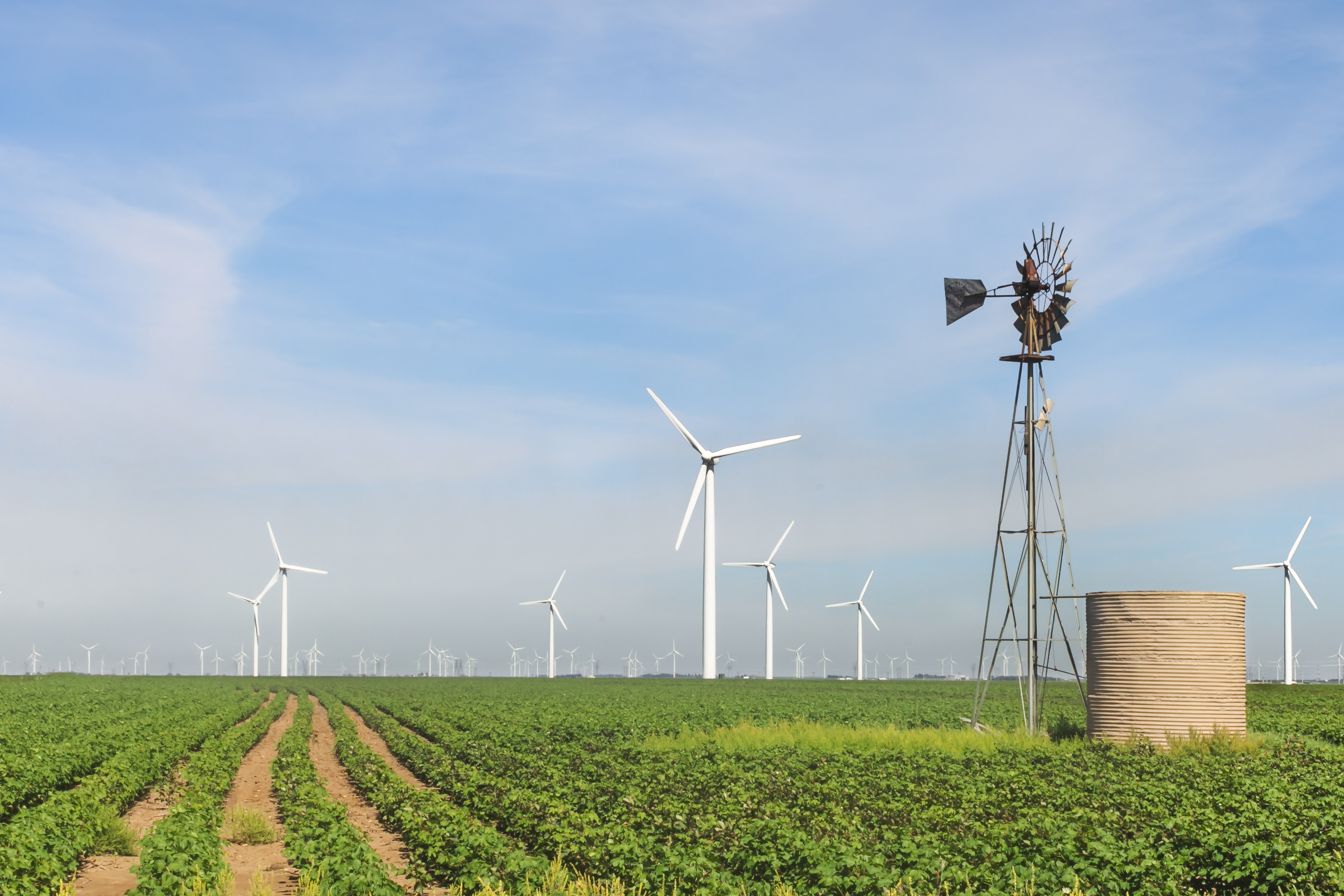
Roscoe Wind Farm in West Texas

(juny de 2009)
| Parc               | Ubicació                                                            | Comarca                   | Potencia (MW) |
| Les Comes          | Vilalba dels Arcs                                                   | Terra Alta                | 3             |
| Serra de Rubió     | Rubió, Òdena, Castellfollit del Boix                                | Anoia                     | 25,5          |
| Collet dels Feixos | Duesaigües                                                          | Baix Camp                 | 7,92          |
| Mas de la Potra    | Pradell de la Teixeta, Duesaigües                                   | Baix Camp                 | 2,6           |
| Trucafort          | Pradell de la Teixeta, Torre de Fontaubella, Colldejou, L'Argentera | Priorat, Baix Camp        | 29,85         |
| Baix Ebre          | Tortosa                                                             | Baix Ebre                 | 4,05          |
| Ecovent            | Tortosa                                                             | Baix Ebre                 | 48,1          |
| Les Calobres       | El Perelló                                                          | Baix Ebre                 | 12,75         |
| Les Colladetes     | El Perelló                                                          | Baix Ebre                 | 36,63         |
| Tortosa            | Tortosa                                                             | Baix Ebre                 | 29,9          |
| El Motarro         | Vandellòs i l'Hospitalet de l'Infant                                | Baix Camp                 | 2,6           |
| Serra del Tallat   | Vallbona de les Monges, Passanant i Belltall                        | Urgell, Conca de Barberà  | 49,5          |
| Serra de Vilobí    | Fulleda, Tarrés                                                     | Garrigues                 | 40,5          |
| La Collada         | El Perelló                                                          | Baix Ebre                 | 3             |
| Les Forques        | Forès, Passanant i Belltall                                         | Conca de Barberà          | 30            |
| Serra de Rubió II  | Rubió, Òdena                                                        | Anoia                     | 25,5          |
| Montargull         | Talavera, Llorac                                                    | Segarra, Conca de Barberà | 44            |

### Amb autorització administrativa
(juny de 2009)
| Parc                          | Ubicació                                                   | Comarca                   | Potencia (MW) |
| Aligars                       | Benifallet, El Pinell de Brai, Prat de Comte               | Ribera d'Ebre, Terra Alta | 50            |
| Almatret                      | Almatret                                                   | Segrià                    | 49,4          |
| Alta Anoia                    | Pujalt, Veciana, Prats de Rei, Calonge de Segarra          | Anoia                     | 32            |
| Auliver                       | La Granadella                                              | Garrigues                 | 25            |
| Banys de la Mercè             | Campmany                                                   | Alt Empordà               | 4,6           |
| Barbers                       | Ascó                                                       | Ribera d'Ebre             | 30            |
| Caselles                      | Aguilar de Segarra, Castellfollit del Boix                 | Anoia                     | 48,43         |
| Coll de la Garganta           | La Torre de l'Espanyol                                     | Ribera d'Ebre             | 21,71         |
| Coll de Panissot              | Almatret                                                   | Segrià                    | 8,35          |
| Coll de Som                   | Benifallet                                                 | Ribera d'Ebre             | 10,5          |
| Coll del Moro                 | Bot, Batea, Gandesa, Vilalba dels Arcs                     | Terra Alta                | 48            |
| Coll Ventós                   | Prat de Comte                                              | Terra Alta                | 7,5           |
| Conesa                        | Conesa                                                     | Conca de Barberà          | 30            |
| Conesa II                     | Conesa, Forès                                              | Conca de Barberà          | 32            |
| Corbera                       | Corbera d'Ebre                                             | Terra Alta                | 48,3          |
| Els Pesells                   | Horta de Sant Joan                                         | Terra Alta                | 49,67         |
| Era Bella                     | Pujalt                                                     | Anoia                     | 20,04         |
| Escambrons                    | Almatret                                                   | Garrigues                 | 48            |
| Fatarella                     | La Fatarella                                               | Terra Alta                | 48,3          |
| Lo Vedat del Pany             | Riudecols, Duesaigües                                      | Baix Camp                 | 42,5          |
| Coll de Panissars             | La Jonquera                                                | Alt Empordà               | 49,5          |
| La Tossa – Mola de Pasqual    | Pinell de Brai, Prat de Comte                              | Terra Alta                | 49,9          |
| La Tossa del Vent             | Prat de Comte                                              | Terra Alta                | 10            |
| L'Arram                       | Xerta                                                      | Baix Ebre                 | 20            |
| Les Forques II                | Passanant                                                  | Conca de Barberà          | 12            |
| Les Rotes                     | Bellaguarda, La Granadella                                 | Garrigues                 | 44            |
| Molinars                      | Colera                                                     | Alt Empordà               | 26            |
| Monclúes                      | La Granadella                                              | Garrigues                 | 30            |
| Mudefer                       | Caseres                                                    | Terra Alta                | 45            |
| Mudefer II                    | Caseres, Bot                                               | Terra Alta                | 12,6          |
| Passamilàs                    | Biure                                                      | Alt Empordà               | 27,5          |
| Pinós                         | Pinós                                                      | Solsonès                  | 26            |
| Pla de Tossalet               | Tarrés, Fulleda                                            | Garrigues                 | 28,5          |
| Pujalt                        | Pujalt, Veciana, Prats de Rei                              | Anoia                     | 48            |
| Sant Antoni                   | La Granadella                                              | Garrigues                 | 49,4          |
| Savallà                       | Savallà del Comtat, Conesa                                 | Conca de Barberà          | 20            |
| Serra Comunera                | Campmany                                                   | Alt Empordà               | 5             |
| Serra de L'Hoste              | Campmany                                                   | Alt Empordà               | 5             |
| Serra de Vilobí II            | Fulleda, Tarrés                                            | Garrigues                 | 9             |
| Serra Voltorera               | Cabra del Camp                                             | Alt Camp                  | 16            |
| Solans                        | La Granadella                                              | Garrigues                 | 31,5          |
| Torre Madrina                 | Batea, Gandesa, Vilalba dels Arcs                          | Terra Alta                | 48            |
| Torregassa                    | Olius                                                      | Solsonès                  | 35,7          |
| Tramuntana                    | Portbou, Colera                                            | Alt Empordà               | 21,25         |
| Turó del Magre                | Pujalt, Veciana, Copons, Argençola, Sant Guim de Freixenet | Segarra, Anoia            | 32            |
| Veciana                       | Veciana                                                    | Anoia                     | 33,4          |
| Vilalba                       | Vilalba dels Arcs                                          | Terra Alta                | 48,3          |
| Vilalba dels Arcs             | Vilalba dels Arcs                                          | Terra Alta                | 24            |
| La Collada                    | El Perelló                                                 | Baix Ebre                 | 9             |
| Serra de Rubió II (ampliació) | Rubió, Òdena                                               | Anoia                     | 10,5          |
| Villaró                       | Olius                                                      | Solsonès                  | 24            |